# القرية السفلى (قرية منزل الشعراني)

تعديل مصدري - تعديل

القرية السفلى محلة تابعة لقرية منزل الشعراني، التابعة لعزلة بني محرم بمديرية إب إحدى مديريات محافظة إب في الجمهورية اليمنية.، بلغ تعداد سكانها 473 حسب تعداد اليمن لعام 2004.